# Proscyllium venustum
Proscyllium venustum är en hajart som först beskrevs av Tanaka 1912.  Proscyllium venustum ingår i släktet Proscyllium och familjen Proscylliidae. Inga underarter finns listade i Catalogue of Life.